# مارک هادسون (موسیقی‌دان)
مارک هادسون (انگلیسی: Mark Hudson؛ زادهٔ ۲۳ اوت ۱۹۵۱) یک موسیقی‌دان اهل ایالات متحده آمریکا است.